# Neuroparasit

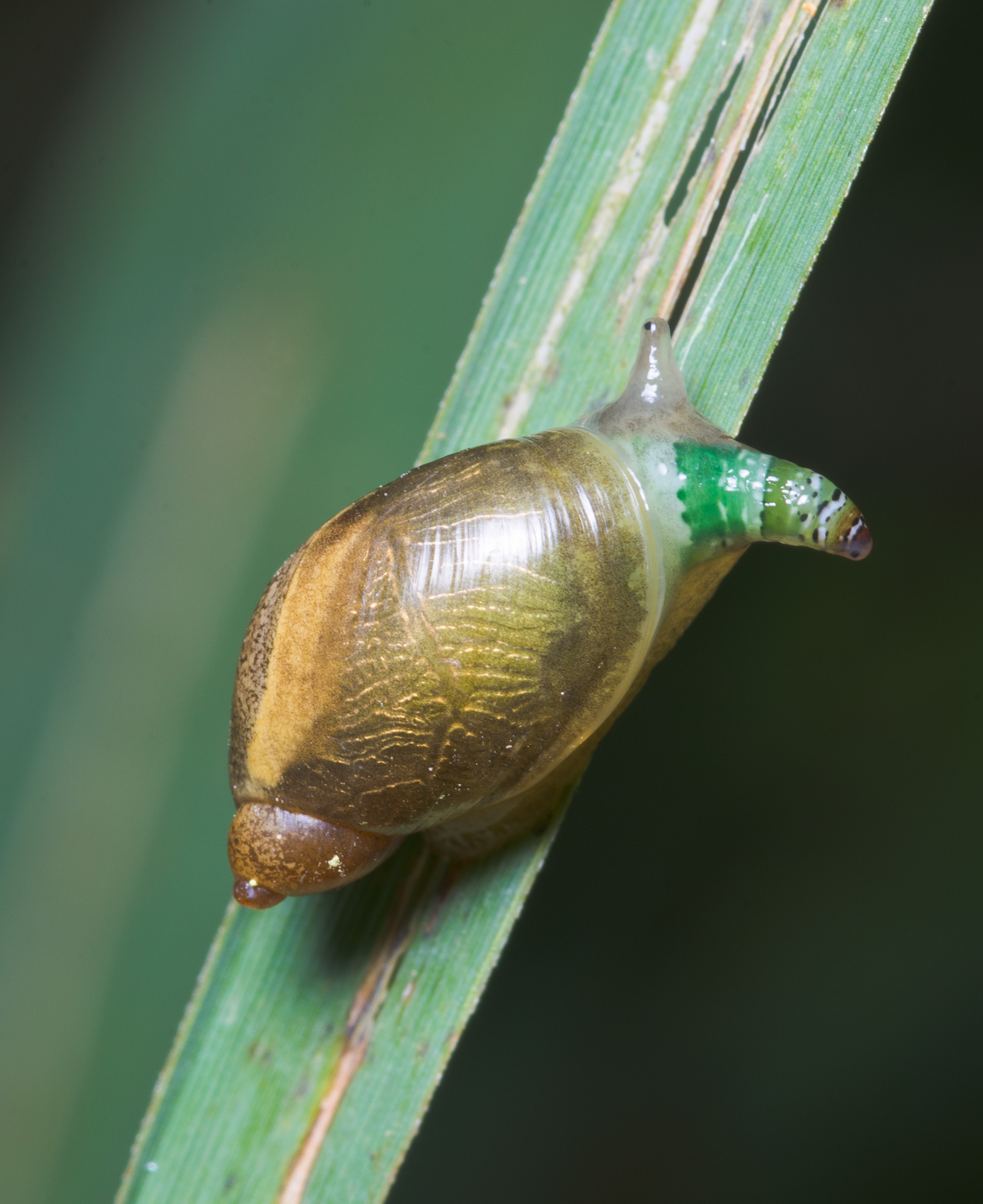
Schlanke Bernsteinschnecke (Oxyloma elegans), die vom Neuroparasit Saugwurm (Leucochloridium paradoxum) parasitiert wurde.

Ein Neuroparasit ist ein Parasit, der in das Nervensystem seines Wirts eindringt und dessen Verhalten manipuliert. Diese Parasiten nutzen biologische und chemische Mechanismen, um die neurologischen Prozesse des Wirts zu beeinflussen, oft um den Lebenszyklus des Parasiten zu vervollständigen. Durch die Beeinflussung des Wirtsverhaltens können Neuroparasiten ihre eigenen Fortpflanzungs- und Verbreitungsmöglichkeiten erhöhen. Betroffen sind verschiedene Wirtsarten, darunter Insekten, Krebstiere, Weichtiere und Wirbeltiere. Der Begriff „Neuroparasit“ leitet sich von altgriechisch νεῦρον neũron, deutsch ‚Nerv‘ sowie altgriechisch παρά ‚neben‘ und σιτεῖσθαι ‚essen‘ ab. Er umfasst eine Vielzahl von Organismen wie Protozoen, Pilze und Würmer.

## Biologie und Mechanismen von Neuroparasiten
Neuroparasiten nutzen eine Vielzahl von biologischen Mechanismen, um die Kontrolle über das Verhalten ihrer Wirte zu erlangen. Diese Mechanismen umfassen die Freisetzung von Neurotransmittern, Hormonen oder anderen chemischen Stoffen, die das zentrale Nervensystem des Wirts beeinflussen. Beispielsweise können einige Parasiten Neuronen direkt infizieren oder spezifische Gehirnregionen manipulieren, die für das Verhalten zuständig sind. Diese Manipulationen führen oft zu Verhaltensänderungen, die dem Parasiten nützen, wie erhöhte Anfälligkeit für Fressfeinde, die dann als sekundäre Wirte fungieren können.

### Infektion des zentralen Nervensystems
Einige Neuroparasiten können das Verhalten ihrer Wirte durch das Eindringen in das zentrale Nervensystem (ZNS) und die Manipulation neuronaler Prozesse beeinflussen. Ein zentraler Aspekt dieser Manipulation ist die Infektion von Neuronen, die zu lokalen Entzündungen und einer Immunreaktion führt, einschließlich der Freisetzung von Zytokinen. Diese Entzündungsreaktionen können selbst Verhaltensänderungen hervorrufen, indem sie die normale Funktion neuronaler Netzwerke stören.
Ein klassisches Beispiel für solche Parasiten ist Toxoplasma gondii, ein Protozoenparasit, dessen Endwirt Katzen sind und der das Gehirn vor allem bei Nagetieren infiziert. T. gondii ist dafür bekannt, die natürliche Angst von Nagetieren vor Katzen zu reduzieren, was als „fatal feline attraction“ bezeichnet wird. Diese Verhaltensänderung wird durch eine erhöhte Dopaminproduktion im Gehirn der infizierten Tiere vermittelt. Dopamin ist ein Neurotransmitter, der mit Motivation und Belohnungsverarbeitung in Verbindung steht, und seine erhöhte Produktion kann zu riskanterem Verhalten führen. Dadurch erhöht sich die Wahrscheinlichkeit, dass infizierte Nagetiere von Katzen gefressen werden, was dem Parasiten ermöglicht, seinen Lebenszyklus in seinem Endwirt, der Katze, fortzusetzen.
Zusätzlich zur direkten Modulation von Neurotransmittern wie Dopamin kann T. gondii auch indirekt durch die Auslösung von neuroinflammatorischen Prozessen wirken. Die Immunantwort auf die Parasiteninfektion kann Entzündungsmoleküle freisetzen, die die neuronale Funktion beeinflussen. Diese Entzündungen können die normale Kommunikation zwischen Neuronen stören und so zu Veränderungen im Verhalten des Wirts führen. Solche komplexen Wechselwirkungen zwischen Parasiten und dem Immunsystem des Wirts zeigen, wie tiefgreifend und vielschichtig die Auswirkungen einer Infektion sein können.
Ähnliche Mechanismen werden auch bei anderen Neuroparasiten beobachtet. Trypanosoma cruzi, der Erreger der Chagas-Krankheit, kann neurologische Symptome und Verhaltensänderungen bei infizierten Mäusen hervorrufen. Ebenso ist bekannt, dass Plasmodium mexicanum, ein Parasit, der Reptilien befällt, das Verhalten der mexikanischen Eidechse verändert. Diese Parasiten können durch verschiedene Methoden in das ZNS eindringen, einschließlich des parazellulären und transzellulären Transports sowie des „Trojaner-Mechanismus“, bei dem infizierte Immunzellen als Vehikel zur Übertragung der Parasiten ins ZNS dienen.

### Immunreaktion
Während einige Parasiten die typischen Immunreaktionen ihrer Wirte ausnutzen, scheinen andere die Immunreaktion selbst zu verändern. Die typische Immunreaktion bei Nagetieren ist beispielsweise durch erhöhte Angst gekennzeichnet. Eine Infektion mit Toxoplasma gondii hemmt diese Reaktion, wodurch sich das Risiko der Prädation durch die nachfolgenden Wirte von T. gondii erhöht. Die Forschung legt nahe, dass die gehemmte Angstreaktion das Ergebnis einer immunologischen Schädigung des limbischen Systems sein könnte.

### Veränderte Neurotransmission
Parasiten, die Verhaltensänderungen bei ihren Wirten verursachen, greifen häufig in die Regulation von Sozialverhalten durch Neurotransmitter wie Dopamin und Serotonin ein. Diese Neurotransmitter spielen eine zentrale Rolle in den emotionalen Zentren des Gehirns, insbesondere in der Amygdala und dem Hypothalamus. Neuroparasiten wie Toxoplasma gondii manipulieren diese neurochemischen Bahnen nicht immer auf spezifische Weise, sondern beeinflussen oft mehrere Signalwege gleichzeitig.
T. gondii beispielsweise neigt dazu, sich im Hypothalamus anzusiedeln, wodurch ein breiter Anstieg des Dopaminspiegels im Wirt ausgelöst wird. Diese Erhöhung des Dopaminspiegels kann zur Verringerung der natürlichen Abneigung von Nagetieren gegenüber Katzengeruch führen, was als „fatal feline attraction“ bekannt ist. Es wird vermutet, dass der Parasit möglicherweise durch die Freisetzung von Vorstufen wie L-Dopa indirekt den Dopaminspiegel erhöht, obwohl konkrete Beweise für diesen Mechanismus noch fehlen. Der resultierende Anstieg des Dopaminspiegels macht die infizierten Nagetiere risikobereiter, was die Wahrscheinlichkeit erhöht, dass sie von Katzen, den Endwirten des Parasiten, gefressen werden. Die genauen Mechanismen, die diesen Anstieg des Dopaminspiegels bewirken, sowie die spezifischen Auswirkungen auf das Verhalten des Wirts sind jedoch noch nicht vollständig verstanden.
Die Smaragdschabe verändert das Verhalten ihres Wirts durch die Injektion eines neurotoxischen Gifts direkt in dessen Gehirn. Dieses Gift induziert eine Hypokinese, also eine verringerte Bewegungsaktivität, die durch eine Abnahme der Aktivität der Neurotransmitter Dopamin und Octopamin erreicht wird. Diese Neurotransmitter spielen eine entscheidende Rolle in der Übertragung von Signalen in Interneuronen, die an der Fluchtreaktion beteiligt sind. Obwohl die neuronalen Schaltkreise, die die Bewegungssteuerung des Wirts regulieren, weiterhin funktionstüchtig sind, befindet sich das Nervensystem in einem deprimierten Zustand, wodurch die Motivation zur Bewegung stark reduziert wird. Infolgedessen bleibt die Fähigkeit zur Bewegung erhalten, aber die Bereitschaft des Wirts, sich aktiv zu bewegen, wird unterdrückt.
Die ursprüngliche Funktion solcher Sekrete könnte darin bestanden haben, das Immunsystem des Wirts zu unterdrücken. Ein vergleichbares Beispiel findet sich bei dem Saugwurm Schistosoma mansoni, der Opioidpeptide in den Blutkreislauf des Wirts absondert. Diese Peptide können sowohl die Immunantwort als auch die neuronale Funktion des Wirts beeinflussen. Einige Theorien schlagen vor, dass diese Wirkstoffe durch molekulare Mimikry entstanden sein könnten, bei der die Parasiten Moleküle produzieren, die den körpereigenen Stoffen des Wirts ähneln, um die Immunabwehr zu umgehen.

### Andere Mechanismen
Mermithidennematoden infizieren Gliederfüßer, indem sie sich im Hämocoel, der Kreislaufhöhle der Wirte, einnisten. Dort manipulieren sie die Osmolalität der Hämolymphe, die Körperflüssigkeit der Gliederfüßer. Diese Manipulation führt dazu, dass die infizierten Wirte ein verstärktes Verlangen nach Wasser entwickeln. Dieses wassersuchende Verhalten hilft den Fadenwürmern, ihren Lebenszyklus zu vollenden, da sie in feuchten Umgebungen reifen müssen. Die genauen Mechanismen, durch die Mermithidennematoden diese Veränderungen in der Osmolalität und das daraus resultierende Verhalten hervorrufen, sind jedoch bisher nicht vollständig verstanden.

## Beispiele für Neuroparasiten und andere parasitäre Manipulatoren sowie deren Wirkungsweisen
Im Folgenden werden Beispiele für Neuroparasiten und deren Wirkungsweisen vorgestellt. Diese umfassen sowohl klassische Parasiten, wie Helminthen und Protozoen, als auch Organismen mit parasitären Eigenschaften, wie bestimmte Viren und Pilze.
Die Definition und Klassifizierung von Parasiten variiert je nach wissenschaftlicher Disziplin. In der allgemeinen Biologie werden Organismen als Parasiten betrachtet, die in oder auf einem Wirt leben und ihm Schaden zufügen. Dazu gehören eine breite Palette von Organismen wie Viren, Bakterien, Pilze, Protozoen und mehrzellige Parasiten wie Würmer. Viren werden oft als Mikroparasiten klassifiziert, da sie auf die zellulären Mechanismen ihrer Wirte angewiesen sind, um sich zu replizieren, und dabei häufig den Wirt schädigen.
In der medizinischen Parasitologie hingegen wird der Begriff „Parasit“ traditionell enger gefasst und bezieht sich in erster Linie auf mehrzellige Organismen wie Helminthen, Protozoen und bestimmte Arthropoden. Viren und Pilze werden aufgrund ihrer unterschiedlichen biologischen und taxonomischen Eigenschaften oft separat betrachtet. Dennoch weisen Viren parasitäre Eigenschaften auf, die sie in vielerlei Hinsicht den klassischen Parasiten ähneln lassen, insbesondere durch ihre Fähigkeit, Wirtszellen zu infizieren, zu manipulieren und dabei dem Wirt Schaden zuzufügen.

### Parasitäre Pilze

#### Ophiocordyceps unilateralis

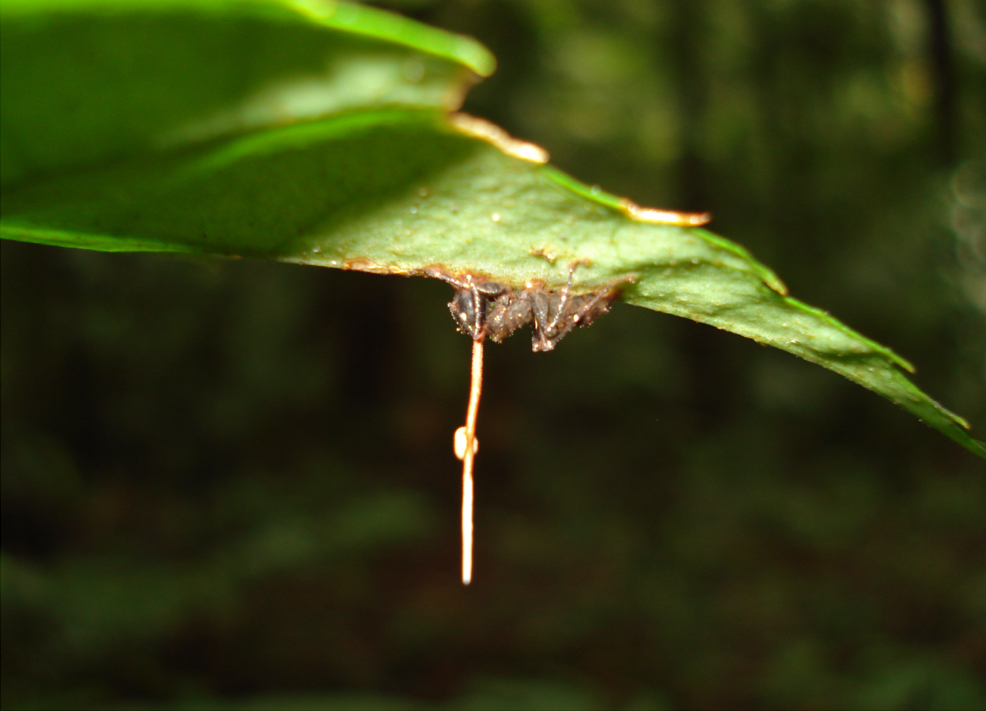
Eine tote, vom Pilz Ophiocordyceps unilateralis infizierte Ameise.

Ophiocordyceps unilateralis, auch bekannt als Zombie-Ant-Pilz, ist ein parasitischer Pilz, der Ameisen der Gattung Camponotus infiziert. Der Lebenszyklus des Pilzes beginnt, wenn seine Sporen auf den Körper einer Ameise treffen und durch die Exoskelettporen eindringen. Einmal im Inneren, breitet sich der Pilz im Körper der Ameise aus und beginnt, deren Verhalten zu manipulieren. Die infizierte Ameise wird dazu gebracht, sich von ihrer Kolonie zu entfernen und in eine höhere Position an einem Pflanzenstängel zu klettern. Dort beißt sie sich fest und stirbt schließlich. Dieser Vorgang wird oft als „Todesgriff“ bezeichnet.
Der Pilz manipuliert das zentrale Nervensystem der Ameise durch die Freisetzung von chemischen Verbindungen, die spezifische neuronale Prozesse beeinflussen. Diese chemischen Stoffe führen zu einer Veränderung der Neurotransmitteraktivität, was zu einem Verlust der normalen Verhaltenskontrolle führt. Der Pilz wächst dann aus dem Körper der toten Ameise heraus und bildet eine Fruchtkörperstruktur, die Sporen freisetzt. Diese Sporen fallen auf den Boden und können neue Ameisen infizieren, wodurch der Lebenszyklus fortgesetzt wird.
Wissenschaftliche Untersuchungen haben gezeigt, dass der Pilz bestimmte Gene exprimiert, die für die Manipulation des Ameisenverhaltens verantwortlich sind. Es wurde beobachtet, dass infizierte Ameisen häufig in einer bestimmten Höhe über dem Boden sterben, was optimale Bedingungen für die Verbreitung der Sporen schafft. Dieses Phänomen spielt eine wichtige Rolle in der Regulation der Ameisenpopulationen in tropischen Regenwäldern, da es die Verbreitung des Pilzes kontrolliert und möglicherweise verhindert, dass er andere Ameisenkolonien infiziert.

#### Gibellula attenboroughii
Der parasitäre Pilz Gibellula attenboroughii gehört zur Familie der Kernkeulenverwandten (Cordycipitaceae) und wurde in Nordirland entdeckt. Diese Pilzart ist ein obligater Parasit, der sich ausschließlich auf Spinnen spezialisiert hat. Er befällt insbesondere Höhlenspinnen (Meta menardi) und manipuliert ihr Verhalten auf eine Weise, die seine eigene Vermehrung begünstigt.
Nach der Infektion beginnt der Pilz, sich innerhalb des Wirtes auszubreiten, wobei er das Hämolymphsystem der Spinne nutzt, um Nährstoffe aufzunehmen. Gleichzeitig produziert er bioaktive Verbindungen, die das Nervensystem der Spinne beeinflussen. Diese Substanzen verändern das natürliche Verhalten der Spinne und zwingen sie dazu, eine erhöhte Position an der Höhlendecke oder an anderen exponierten Stellen einzunehmen. Dieses Phänomen ist vergleichbar mit anderen parasitären Pilzen, wie etwa Ophiocordyceps unilateralis, der Ameisen manipuliert.
Sobald die Spinne eine geeignete Position erreicht hat, stirbt sie. Anschließend beginnt der Pilz, Fruchtkörper zu bilden, die aus dem Körper der toten Spinne herauswachsen. Diese Fruchtkörper produzieren Sporen, die sich dann in der Umgebung verteilen und neue Spinnen infizieren können. Die erhöhte Position der toten Spinne sorgt dafür, dass sich die Sporen optimal verbreiten und weitere Wirte erreichen können.

### Parasitäre Viren

#### Baculovirus
Das Baculovirus Lymantria dispar nucleopolyhedrovirus (LdMNPV) infiziert die Raupen des Schwammspinners und manipuliert ihr Verhalten durch die Expression des egt-Gens. Dieses Gen kodiert für das Enzym Ecdysteroid-uridin-5'-diphosphatglucosyltransferase (EGT), welches das Häutungshormon 20-Hydroxyecdyson (20E) inaktiviert. Normalerweise reguliert 20E die Häutung und andere Entwicklungsprozesse der Raupen. Durch die Inaktivierung dieses Hormons wird das natürliche Verhalten der Raupen verändert, sodass sie eine ungewöhnliche Kletterbewegung ausführen und auf Bäume steigen. In diesen Baumkronen sterben die Raupen und ihre Körper verflüssigen sich, wodurch virale Partikel freigesetzt werden, die die Blätter kontaminieren. Dies ermöglicht es, dass andere Raupen, die die kontaminierten Blätter fressen, infiziert werden, wodurch das Virus weiter verbreitet wird.
Zusätzlich zur Rolle des egt-Gens gibt es Hinweise darauf, dass das Virus weitere Mechanismen zur Manipulation der Wirtsbiologie verwendet. Beispielsweise wurde festgestellt, dass ein Protein Tyrosin-Phosphatase (PTP) in das Gehirngewebe eindringt, was möglicherweise die Infektion des Gehirns verstärkt, ohne jedoch direkt für das spezifische Kletterverhalten verantwortlich zu sein.

### Protozoonale Parasiten

#### Toxoplasma gondii
Toxoplasma gondii ist ein einzelliger Parasit, der vor allem Nagetiere infiziert und deren Verhalten beeinflusst, um seinen Lebenszyklus zu fördern. Dieser Parasit reduziert die Angst der infizierten Nagetiere vor Katzen, was die Wahrscheinlichkeit erhöht, dass sie von diesen gefressen werden. Diese Verhaltensänderung wird durch die Bildung von Zysten im Gehirn der Wirte und die Erhöhung der Dopaminproduktion verursacht. Dopamin ist ein Neurotransmitter, der an der Regulierung von Motivation und Belohnung beteiligt ist. Neuere Studien legen nahe, dass T. gondii durch die Stimulation der Dopaminsynthese diese Veränderungen hervorruft.
Zusätzlich zur Dopaminmanipulation verursacht T. gondii auch eine Dysregulation anderer Neurotransmitter wie Serotonin und Glutamat. Diese Veränderungen können zu einer Vielzahl von neuropsychiatrischen Symptomen führen, die sowohl bei Tieren als auch bei Menschen beobachtet werden. Die Infektion mit T. gondii kann zudem eine langfristige Bildung von Zysten im zentralen Nervensystem zur Folge haben, was zu chronischen Verhaltensänderungen führt.
Die Mechanismen, durch die T. gondii diese Effekte erzielt, umfassen neben der direkten Beeinflussung der Neurotransmitterproduktion auch die Modulation von Immunantworten im Gehirn, die zu neuroinflammatorischen Prozessen beitragen können. Diese komplexen Wechselwirkungen zwischen dem Parasiten und seinem Wirt verdeutlichen die tiefgreifenden Auswirkungen, die T. gondii auf die Neurobiologie und das Verhalten seiner Wirte hat.

### Parasitäre Würmer

#### Kleiner Leberegel

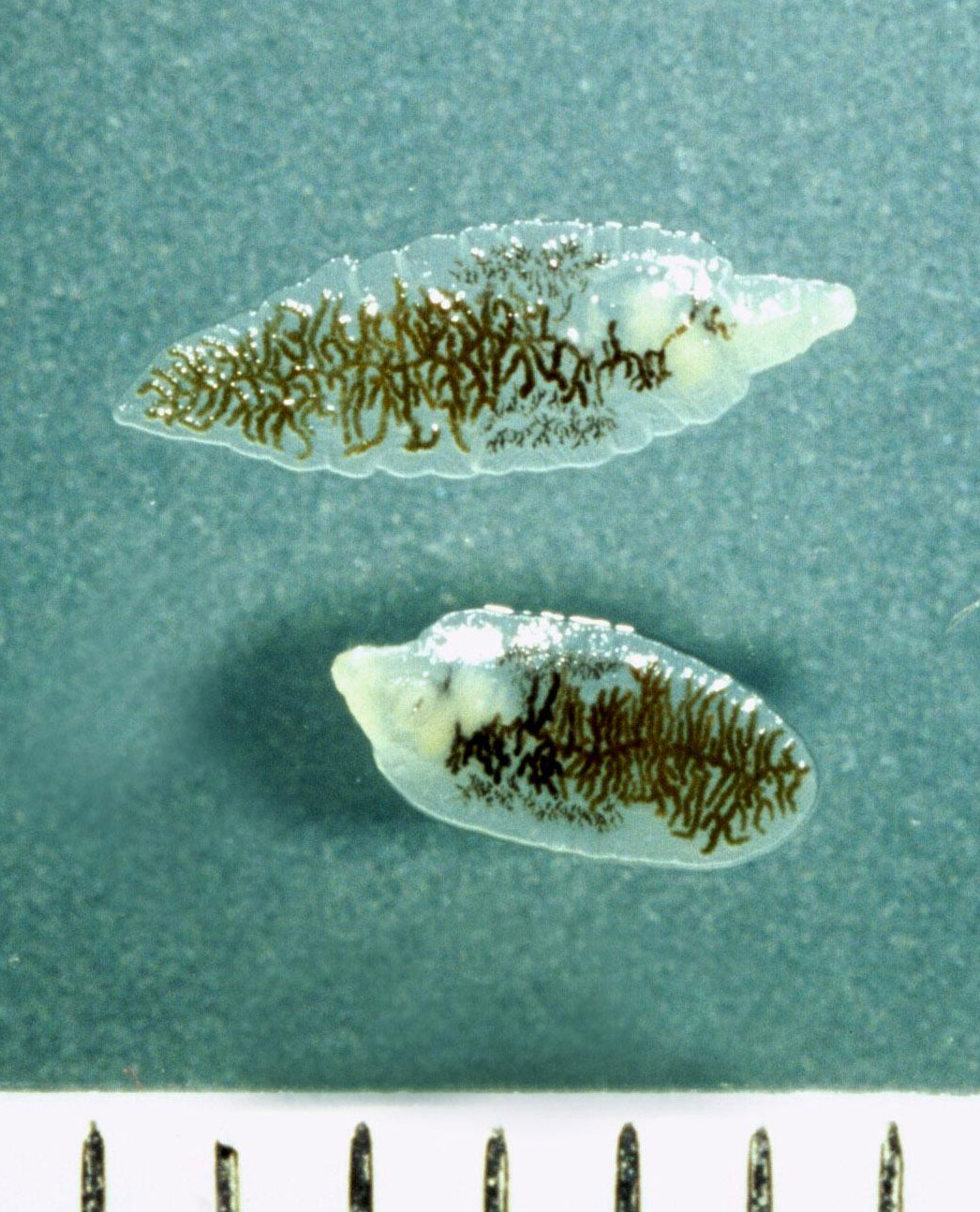
Adulte Tiere von Dicrocoelium dendriticum, Trematodenparasiten von Schafen.

Der Kleine Leberegel (Dicrocoelium dendriticum) hat einen komplexen Lebenszyklus, der mehrere Wirte umfasst. Er beginnt in den Lebern von Weidetieren wie Schafen und Rindern, wo die adulten Würmer leben und ihre Eier produzieren. Diese Eier werden über den Kot der Tiere ausgeschieden und von Schnecken aufgenommen. In den Schnecken schlüpfen die Eier und die Larven entwickeln sich zu sogenannten Zekarien. Die Schnecken kapseln diese Zekarien in Schleimbällchen ein, die sie ausscheiden.
Ameisen, die sich von diesen Schleimbällchen ernähren, nehmen die Zekarien auf. Innerhalb der Ameise entwickeln sich die meisten Larven zu Metazerkarien im Hämocoel, aber eine einzelne Larve wandert zum subösophagealen Ganglion, einem Nervenknoten unterhalb der Speiseröhre. Dort beeinflusst der Parasit das Verhalten der Ameise, indem er spezifische Nervenstrukturen manipuliert. Dies führt dazu, dass die Ameise abends auf Grashalme klettert und sich dort festbeißt, ein Verhalten, das sie dem Risiko aussetzt, von Weidetieren gefressen zu werden. Dieser Mechanismus der Verhaltensänderung wird als „Neuroparasitismus“ bezeichnet, wobei der Parasit neurochemische Prozesse im Wirt steuert.
Neuere Forschungen deuten darauf hin, dass der Parasit möglicherweise spezifische Neurotoxine freisetzt, die das Nervensystem der Ameise beeinflussen und diese Verhaltensänderung auslösen. Durch die Manipulation des Verhaltens stellt der Parasit sicher, dass er in den endgültigen Wirt, das Weidetier, gelangt, wo er seine Entwicklung zum adulten Wurm abschließt und seinen Lebenszyklus fortsetzt.

#### Leucochloridium paradoxum

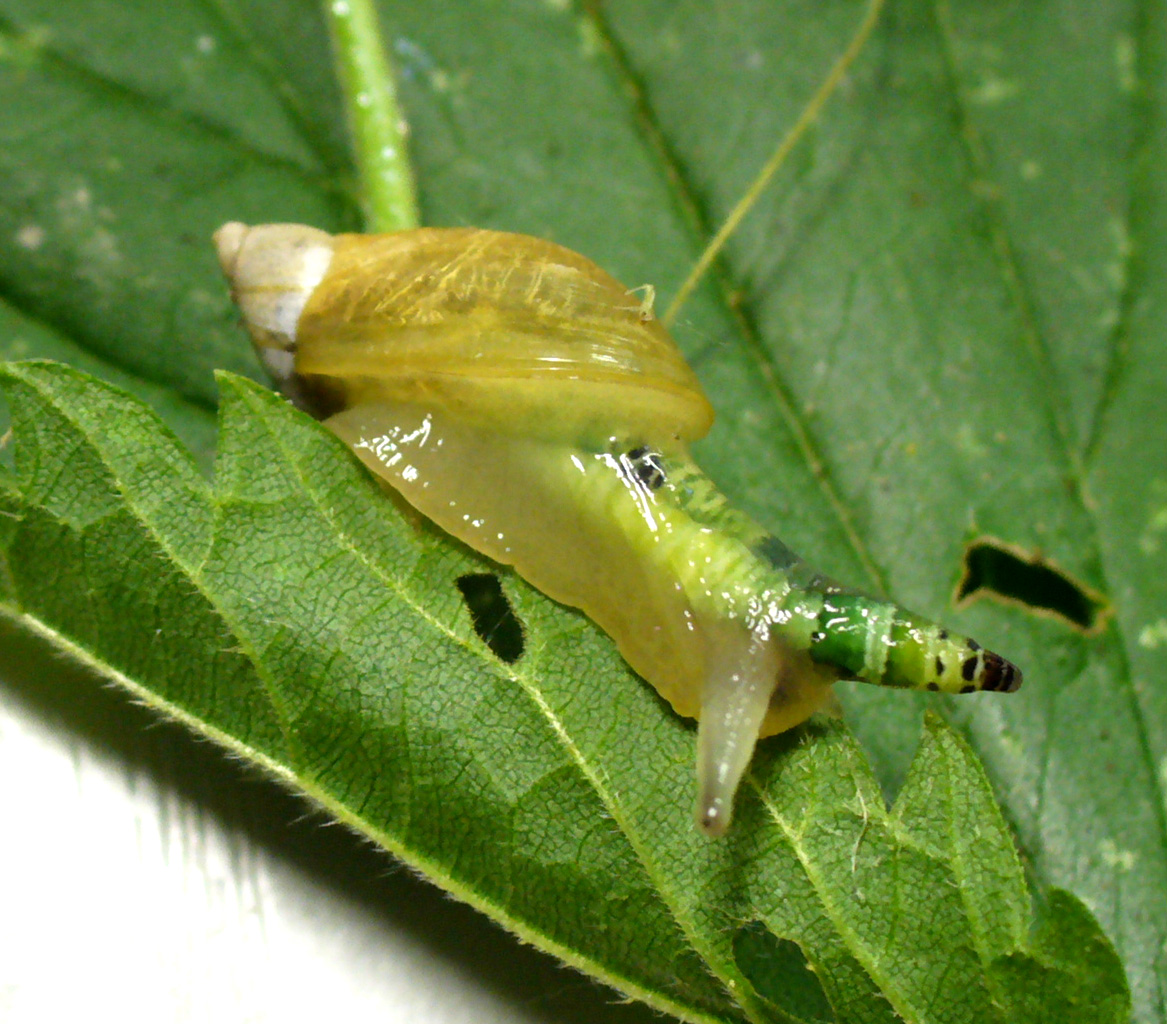
Eine mit dem Parasiten Leucochloridium paradoxum befallene Bernsteinschnecke.

Leucochloridium paradoxum ist ein parasitischer Plattwurm, der Schnecken der Gattung Succinea als Zwischenwirte nutzt. Nach der Infektion der Schnecke entwickelt sich der Parasit zu sogenannten „Brutsäcken“, die in die Fühler der Schnecke wandern. Diese Brutsäcke, auch Sporozystenschläuche genannt, pulsieren und färben sich auffällig grün mit dunklen Streifen, sodass sie wie kleine Raupen aussehen. Diese optische Täuschung, bekannt als aggressive Mimikry, macht die Schnecken für Vögel attraktiv, die die Brutsäcke für Beute halten.
Die Vögel, die die infizierten Schnecken fressen, werden die Endwirte des Parasiten. Im Verdauungssystem der Vögel entwickeln sich die erwachsenen Würmer, die ihre Eier ablegen. Diese Eier werden dann über den Vogelkot ausgeschieden und von Schnecken aufgenommen, wodurch der Lebenszyklus des Parasiten erneut beginnt.
Die Mechanismen, durch die Leucochloridium paradoxum das Verhalten der Schnecken manipuliert, beinhalten die Produktion spezifischer Proteine, die die physiologischen und neurologischen Prozesse der Schnecken beeinflussen. Dies führt zu einer Vergrößerung und pulsierenden Bewegung der Fühler, die die Wahrscheinlichkeit erhöht, dass die Schnecken von Vögeln gefressen werden. Diese Anpassungen ermöglichen es dem Parasiten, seinen Lebenszyklus erfolgreich fortzusetzen und sich zu verbreiten.

#### Saitenwürmer

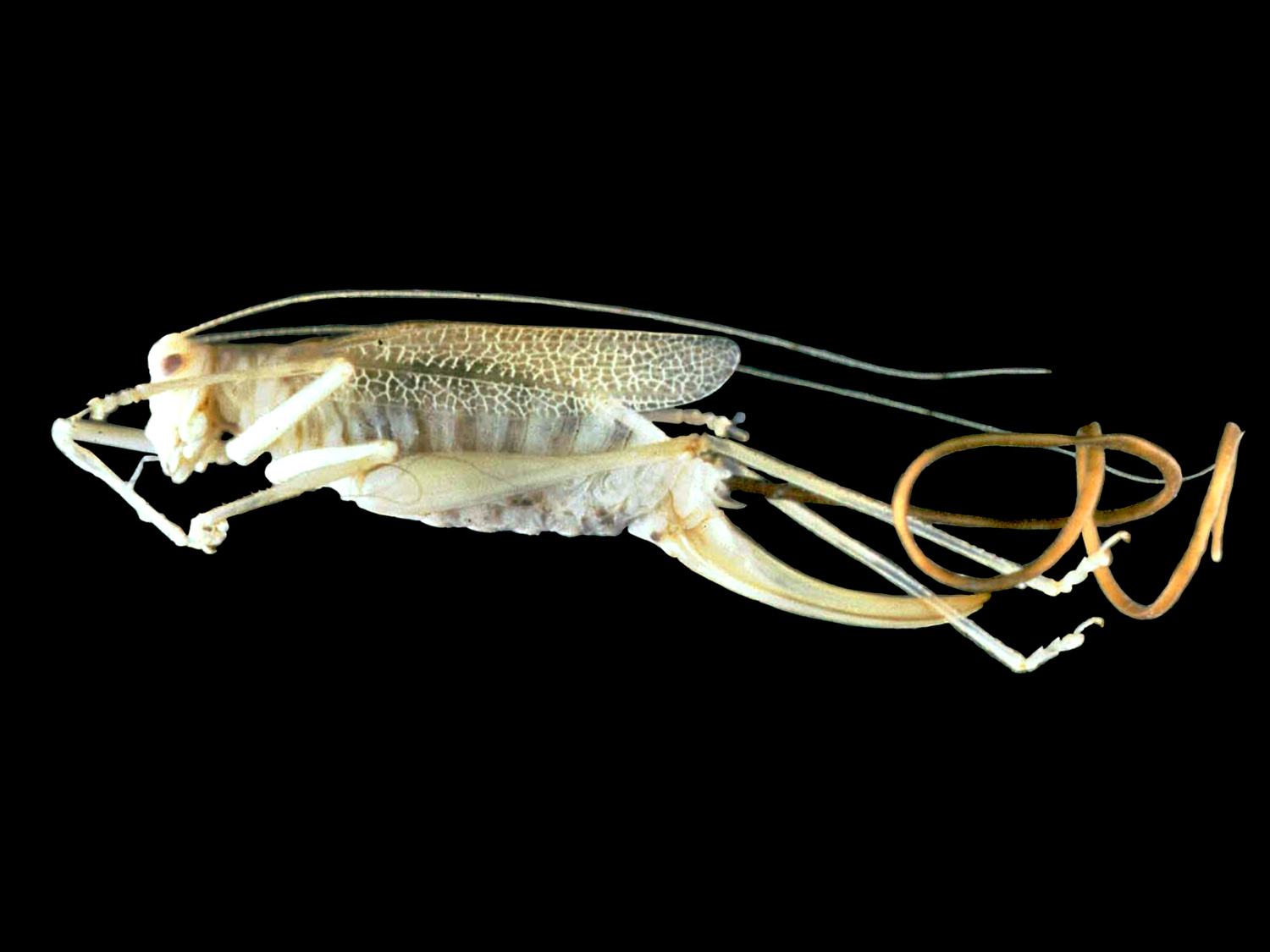
Spinochordodes tellinii aus seinem Wirt, der Eichenschrecke Meconema thalassinum, austretend.

Saitenwürmer (Nematomorpha) sind parasitische Würmer, die dafür bekannt sind, das Verhalten ihrer Wirte, meist Insekten, wie Grillen oder Heuschrecken, zu manipulieren. Die Larven dieser Würmer dringen in den Körper des Wirts ein und entwickeln sich dort weiter. Während ihrer Entwicklung produzieren die Saitenwürmer spezifische chemische Substanzen, die das Verhalten des infizierten Insekts beeinflussen.
Ein besonders bemerkenswerter Effekt dieser Manipulation ist das wasserorientierte Verhalten, das bei infizierten Insekten zu beobachten ist. Die infizierten Insekten werden dazu gebracht, in der Nähe von Wasserquellen zu suchen und schließlich in das Wasser zu springen. Dies ist entscheidend für den Lebenszyklus der Saitenwürmer, da die adulten Würmer das Wasser benötigen, um sich zu paaren und Eier zu legen. Die manipulative Wirkung des Parasiten ist so stark, dass das infizierte Insekt oft „Selbstmord“ begeht, indem es sich in Gewässer begibt, was dem Parasiten ermöglicht, die Wirtsumgebung zu verlassen und seinen Lebenszyklus fortzusetzen.
Die Mechanismen, durch die Saitenwürmer diese Verhaltensänderungen herbeiführen, sind komplex und beinhalten möglicherweise neurobiologische Manipulationen. Es wird angenommen, dass der Parasit neurochemische Veränderungen im Wirt auslöst, die das normale Verhalten des Insekts verändern. Diese Manipulation könnte durch die Freisetzung spezifischer Moleküle erfolgen, die die Wahrnehmung und Reaktion des Wirts auf seine Umwelt beeinflussen.
Forschung hat gezeigt, dass Saitenwürmer oft mehrere Nervencluster des Wirts besiedeln und möglicherweise direkte Interaktionen mit den neuronalen Systemen des Wirts eingehen, um das Verhalten zu steuern.

#### Schistocephalus solidus
Der Bandwurm Schistocephalus solidus durchläuft einen komplexen Lebenszyklus, der drei verschiedene Wirte umfasst. Zunächst infiziert der Parasit den Hüpferling, einen kleinen Ruderfußkrebs. Der Hüpferling nimmt die Larven des Bandwurms auf, die sich im Inneren des Krebses zu sogenannten Procercoiden entwickeln. Diese Procercoiden manipulieren das Verhalten des Krebses, sodass dieser leichter von einem Dreistacheligen Stichling gefressen wird, der als zweiter Zwischenwirt fungiert.
Im Körper des Stichlings entwickelt sich der Parasit weiter zu seiner nächsten Larvenform, den Plerocercoiden. Während dieser Entwicklungsphase beeinflusst der Parasit das Verhalten des Fisches, indem er ihn dazu bringt, sich näher an der Wasseroberfläche aufzuhalten. Dieses Verhalten macht den Fisch anfälliger für Räuber, insbesondere für fischfressende Vögel, die als Endwirte des Bandwurms dienen. Wenn ein Vogel den infizierten Fisch frisst, gelangen die Plerocercoiden in den Verdauungstrakt des Vogels, wo sie zu adulten Bandwürmern heranwachsen und sich geschlechtlich fortpflanzen. Die Eier des Bandwurms werden anschließend über den Kot des Vogels ausgeschieden und gelangen ins Wasser, wodurch der Lebenszyklus von neuem beginnt.
Studien haben gezeigt, dass infizierte Stichlinge nicht nur näher an der Wasseroberfläche schwimmen, sondern auch weniger scheu sind und ein auffälligeres Schwimmverhalten zeigen, was die Wahrscheinlichkeit erhöht, von Vögeln gefressen zu werden. Dies stellt eine adaptive Strategie des Parasiten dar, um seine Übertragung und Verbreitung zu maximieren.
Zusätzlich beeinflusst der Parasit die physiologischen Prozesse des Wirts. Zum Beispiel wurden Veränderungen in der Glycogenspeicherung und im Stoffwechsel des infizierten Fisches beobachtet, was darauf hindeutet, dass der Parasit tiefgreifende Auswirkungen auf die Energieverwertung und das allgemeine Wohlbefinden des Wirts hat.
Quesenbandwurm

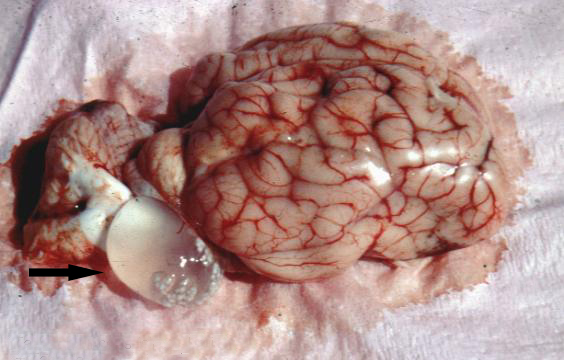
Infektion eines Schafhirns mit einer Cenure (Larvenstadium von Taenia multiceps).

Der Quesenbandwurm (Taenia multiceps) ist ein parasitischer Bandwurm, der insbesondere für seine larvalen Stadien im Zwischenwirt, wie Schafen und Ziegen, bekannt ist. Diese Larvenform, Coenurus cerebralis genannt, entwickelt sich im zentralen Nervensystem der infizierten Tiere und führt zu einer Erkrankung, die als zerebrale Coenurose bezeichnet wird. Diese Erkrankung äußert sich durch eine Vielzahl von neurologischen Symptomen, einschließlich Bewegungsstörungen, Schwindel, Blindheit und abnormale Verhaltensweisen wie das Kreisen oder Drücken des Kopfes gegen harte Oberflächen. Die Infektion beginnt, wenn der Zwischenwirt (meist Schafe) die Eier des Bandwurms aufnimmt, die durch den Kot von Hunden oder wilden Caniden ausgeschieden wurden. Im Darm des Zwischenwirts schlüpfen die Larven, durchdringen die Darmwand und wandern über den Blutkreislauf ins Gehirn und Rückenmark. Dort entwickeln sie sich zu großen, flüssigkeitsgefüllten Zysten, die das umliegende Gewebe komprimieren und die neurologischen Symptome verursachen. Der Parasit verändert die Physiologie und das Verhalten seines Wirts so, dass die Symptome oft erst spät erkannt werden, was zu erheblichen wirtschaftlichen Verlusten in der Tierhaltung führen kann. In seltenen Fällen können auch Menschen betroffen sein, wobei die Infektion schwerwiegende neurologische Schäden verursachen kann, wenn die Larven in das zentrale Nervensystem eindringen.

### Parasitäre und parasitoide Insekten

#### Brackwespe

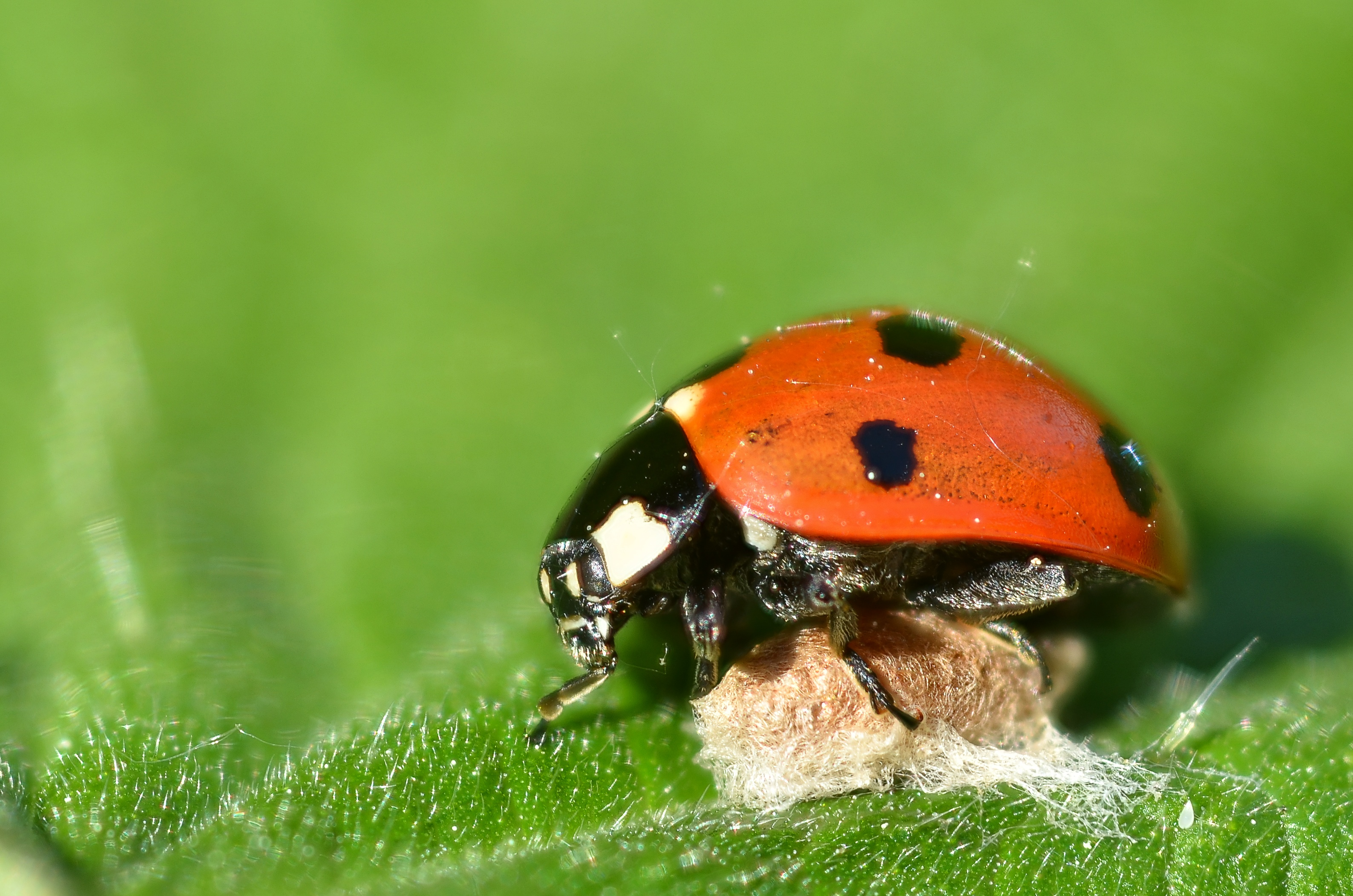
Marienkäfer, der einen Kokon von Dinocampus coccinellae bewacht. Der Marienkäfer bleibt stehen, bis die erwachsene Wespe aus ihrem Kokon schlüpft, und stirbt einige Zeit danach.

Die Marienkäfer-Brackwespe (Dinocampus coccinellae) legt ihr Ei in den Körper eines Marienkäfers, der als Schutz für die heranwachsende Wespenlarve dient. Die Larve ernährt sich von den Körpersäften des Käfers und entwickelt sich im Inneren des Wirts. Nach einer bestimmten Zeit schlüpft die Larve und spinnt sich unter dem noch lebenden, aber gelähmten Marienkäfer in einen Kokon ein. Während dieser Phase zeigt der Marienkäfer unwillkürliche Zuckungen, die Fressfeinde abschrecken. Diese Verhaltensänderung wird durch das Dinocampus coccinellae paralysis virus (DcPV) verursacht, das die neurologischen Prozesse im Marienkäfer beeinflusst. Nach dem Schlüpfen der Wespe kann sich der Marienkäfer oft wieder erholen, obwohl einige sterben können.
Die Marienkäfer-Brackwespe nutzt diese ausgeklügelte Methode der Verhaltensmanipulation, um ihre Nachkommen zu schützen und deren Überlebensrate zu erhöhen. Diese Beziehung zeigt eine komplexe Symbiose zwischen dem Virus und der Wespe, wobei das Virus dem Parasitoiden hilft, den Wirt zu kontrollieren.

#### Juwelwespe

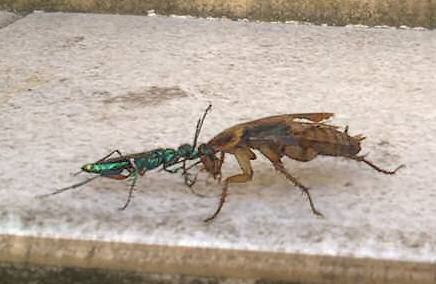
Eine Juwelwespe, die eine gelähmte Schabe zu ihrer Höhle führt.

Die Juwelwespe (Ampulex compressa) ist für ihre Fähigkeit bekannt, Kakerlaken zu manipulieren, um ihren Fortpflanzungszyklus zu sichern. Sie nutzt ein präzises neurotoxisches Gift, um die Kontrolle über ihre Wirte zu erlangen. Nach einem ersten Stich, der die Vorderläufe der Kakerlake lähmt, injiziert die Wespe ein weiteres Gift direkt in das Protocerebrum, eine Gehirnregion, die für Fluchtreaktionen verantwortlich ist. Dieses Gift macht die Kakerlake passiv und kontrollierbar, sodass die Wespe sie an deren Antennen in ein Erdloch führen kann. Dort legt die Wespe ein Ei auf den Körper der Kakerlake. Die schlüpfende Larve ernährt sich dann von der noch lebenden Kakerlake, bis sie sich verpuppt und schließlich als junge Wespe schlüpft. Die Kakerlake wird durch das injizierte Gift nicht vollständig gelähmt, sondern verliert ihre Fluchtbereitschaft und wird zu einer Art „Zombie“, der von der Wespe kontrolliert wird. Dieser Mechanismus stellt sicher, dass die Larve ausreichend geschützt ist und sich optimal entwickeln kann.

#### Schlupfwespen
Schlupfwespen der Familie Ichneumonidae, insbesondere solche der Gattung Polysphincta, zeigen komplexe Verhaltensmanipulationen bei ihren Spinnenwirten, wie den Radnetzspinnen (Plesiometa argyra). Nachdem die Wespe ein Ei am Hinterleib der Spinne abgelegt hat, injiziert sie chemische Substanzen, die das Verhalten der Spinne drastisch verändern. Diese Substanzen bewirken, dass die Spinne anstelle ihres normalen Netzes einen speziellen Kokon spinnt, der die heranwachsende Wespenlarve schützt. Nachdem der Kokon fertiggestellt ist, wird die Spinne durch eine weitere Giftinjektion getötet, und ihr Körper dient der schlüpfenden Larve als erste Nahrungsquelle.
Wissenschaftliche Studien haben gezeigt, dass diese Verhaltensmanipulation höchstwahrscheinlich durch hormonelle Eingriffe erfolgt, bei denen die injizierten Substanzen das hormonelle Gleichgewicht der Spinne stören. Dies führt dazu, dass die Spinne ihre natürlichen Instinkte zugunsten der parasitischen Wespe aufgibt. Es wird vermutet, dass die Wespe das Ecdysteroid-Hormon-System der Spinne beeinflusst, welches normalerweise für die Häutung und andere Entwicklungsprozesse verantwortlich ist. Durch diese Manipulation zwingt die Wespe die Spinne dazu, spezifische Verhaltensmuster zu wiederholen, die für den Schutz der Wespenlarve entscheidend sind.

#### Xenos vesparum
Der Neuroparasit Xenos vesparum, ein Fächerflügler aus der Ordnung Strepsiptera, hat sich auf darauf spezialisiert, das Verhalten seines Wirts, der Gallischen Feldwespe (Polistes dominula), zu manipulieren. Nachdem die Larve des Parasiten die Wespe infiziert hat, entwickelt sie sich innerhalb des Wirts und ernährt sich von den Körpersäften der Wespe, was tiefgreifende physiologische und verhaltensbezogene Veränderungen auslöst.
Infizierte Wespen zeigen deutlich abweichendes Verhalten im Vergleich zu ihren gesunden Artgenossen. Sie vernachlässigen ihre Pflichten im Nest und verlassen es vorzeitig, um sich in spezifischen Pflanzenansammlungen zu versammeln, die auch als Paarungsorte für die Parasiten dienen. Diese sogenannten „Paarungstaxis“ fliegen zu diesen Versammlungsorten, wo sich die männlichen und weiblichen Xenos vesparum treffen und paaren. Die infizierten Wespen, die zu diesen Orten fliegen, ähneln zukünftigen Königinnen, die normalerweise das Nest verlassen, um zu überwintern. Dieser parasitäre Eingriff stellt sicher, dass der Parasit seine Fortpflanzung erfolgreich abschließen kann.
Nach der Paarung verbleibt der Parasit im Körper der Wespe und nutzt diesen als Schutz während der Überwinterung. Im Frühjahr setzt sich der Lebenszyklus fort, wenn neue Larven die Wespe verlassen und neue Wirte infizieren. Untersuchungen zeigen, dass die Parasiten auch das Immunsystem der Wespe beeinflussen und möglicherweise deren Futterverhalten ändern, indem sie die Wespen dazu bringen, sich auf bestimmte Pflanzen wie die Trompetenblume (Campsis radicans) zu konzentrieren, die reich an Nährstoffen ist, die sowohl der Wespe als auch dem Parasiten zugutekommen.

### Parasitäre Krustentiere

#### Sackkrebs
Der Sackkrebs Sacculina carcini ist ein hochspezialisierter parasitischer Krebstier, der Krabben, insbesondere die Strandkrabbe (Carcinus maenas), infiziert. Der Lebenszyklus beginnt, wenn die weibliche Form des Parasiten in den Körper der Krabbe eindringt. Einmal im Inneren, entwickelt sich der Parasit zu einer komplexen Struktur, die als „Externa“ bekannt ist und an der Außenseite des Krabbenbauches sichtbar wird. Diese sackartige Struktur enthält die Eier des Parasiten.
Ein Aspekt der Infektion durch Sacculina carcini ist die drastische Veränderung des Hormonhaushalts und Verhaltens der infizierten Krabbe. Der Parasit beeinflusst das endokrine System der Krabbe, was zu einer sogenannten „Feminisierung“ führt. Dieser Prozess verändert nicht nur das äußere Erscheinungsbild männlicher Krabben, indem beispielsweise ihr Abdomen breiter und segmentiert wird – ähnlich wie bei weiblichen Krabben – sondern beeinflusst auch ihr Verhalten. Infizierte männliche Krabben beginnen, sich wie Weibchen zu verhalten, insbesondere in Bezug auf das Pflegen der Parasiteneier, als wären es ihre eigenen.
Durch diese Manipulation stellt Sacculina carcini sicher, dass die infizierte Krabbe keine eigenen Nachkommen mehr produziert, sondern alle Ressourcen auf die Pflege und Vermehrung des Parasiten verwendet. Die Krabbe wird somit effektiv kastriert und zum lebenslangen Wirt des Parasiten gemacht, der ihre Fortpflanzungsfähigkeiten übernimmt und sicherstellt, dass die Nachkommen des Parasiten optimal geschützt und ernährt werden.

## Medizinische und menschliche Implikationen von Neuroparasiten
Neuroparasiten können auch den Menschen betreffen, was erhebliche medizinische Implikationen hat.
Toxoplasma gondii ist ein Protozoon, das weltweit viele Menschen infiziert. Infektionen mit T. gondii werden oft als latent und asymptomatisch betrachtet, doch es gibt zunehmend Hinweise darauf, dass der Parasit neuropsychiatrische Effekte haben kann. Forschungsergebnisse deuten darauf hin, dass infizierte Menschen möglicherweise subtile Veränderungen in ihrer Persönlichkeit erfahren, was das Interesse an der Interaktion zwischen Parasiten und dem menschlichen Gehirn geweckt hat. Insbesondere wurde ein Zusammenhang zwischen T. gondii-Infektionen und einem erhöhten Risiko für psychische Erkrankungen wie Schizophrenie festgestellt. Studien zeigen, dass infizierte Personen eine höhere Prävalenz von IgG-Antikörpern gegen den Parasiten aufweisen, was auf eine frühere oder chronische Infektion hindeutet.
Die pathophysiologischen Mechanismen, durch die T. gondii das Verhalten beeinflusst, sind komplex. Es wird angenommen, dass der Parasit durch die Bildung von Zysten im Gehirn und die damit verbundene Neuroinflammation eine Rolle spielt. Diese Zysten können Neurotransmittersysteme, insbesondere das dopaminerge System, beeinflussen, was zu Verhaltensänderungen führen kann. Studien weisen darauf hin, dass eine Infektion von Menschen beispielsweise deren Risikobereitschaft erhöht.
Weiterhin legen Untersuchungen nahe, dass die Infektion nicht nur das Risiko für Schizophrenie erhöhen kann, sondern auch mit anderen neuropsychiatrischen Störungen wie Depressionen und Angstzuständen in Verbindung gebracht wird. Diese Verbindungen beruhen auf dem Einfluss des Parasiten auf neurochemische Prozesse und die Immunantwort des Wirts.

## Evolutionäre Perspektive

### Einführung von Zwischenwirten
Damit komplexe Lebenszyklen bei Parasiten entstehen können, muss die Integration eines Zwischenwirts einen evolutionären Vorteil bieten, d. h., die Fitness des Parasiten erhöhen. Es wird angenommen, dass sich die meisten Parasiten mit komplexen Lebenszyklen aus Vorfahren mit einfacheren Lebenszyklen entwickelt haben. Theoretische Modelle zur Evolution komplexer Lebenszyklen zeigen, dass Parasiten, die trophisch übertragen werden – das heißt, sie wechseln von einem Beutewirt zu einem Raubwirt durch Prädation – davon profitieren können, wenn ein zusätzlicher Zwischenwirt eingeführt wird. Dies gilt insbesondere dann, wenn die Populationsdichte des Zwischenwirts höher ist als die des Endwirts. Hohe Prädationsraten und eine niedrige natürliche Sterblichkeit des Zwischenwirts begünstigen ebenfalls diese Evolution.
Parasiten, die nur eine einzige Wirtsart befallen, haben das Problem, dass sie mit ihrem Wirt sterben könnten, ohne auf höhere trophische Ebenen überzugehen. Die Entwicklung komplexer Lebenszyklen kann daher als Anpassung angesehen werden, die es dem Parasiten ermöglicht, im Raubwirt zu überleben. Eine weitere evolutionäre Anpassung im Zusammenhang mit komplexen Lebenszyklen ist die gezielte Beeinflussung des Verhaltens des Zwischenwirts, um die Übertragung auf den Endwirt zu erhöhen. In solchen Fällen manipuliert der Parasit das Verhalten seines Zwischenwirts, um die Wahrscheinlichkeit zu steigern, dass dieser gefressen wird, wodurch der Parasit in den Endwirt gelangt und seinen Lebenszyklus erfolgreich fortsetzen kann.

### Evolution induzierter Verhaltensweisen
Die Hypothese der adaptiven Manipulation besagt, dass Parasiten die Verhaltensweisen ihrer Wirte gezielt verändern, um ihre eigene Fitness und Fortpflanzungschancen zu maximieren. Diese Verhaltensänderungen sind das Ergebnis der natürlichen Selektion, die auf den erweiterten Phänotyp des Parasiten wirkt – in diesem Fall das Verhalten des Wirts. Viele von obligaten Parasiten induzierte Verhaltensweisen, die zur Vollendung ihres Lebenszyklus erforderlich sind, können als adaptive Manipulationen betrachtet werden, da sie direkt die Wahrscheinlichkeit erhöhen, dass der Parasit seinen Endwirt erreicht oder sich fortpflanzt.
Ein klassisches Beispiel hierfür ist der parasitische Wurm Pomphorhynchus laevis. Die Infektion dieses Parasiten führt bei seinem Zwischenwirt, dem Flohkrebs Gammarus pulex, zu einer Verhaltensänderung, bei der der Krebs vermehrt an die Wasseroberfläche treibt. Diese Änderung erhöht das Risiko, von Raubfischen gefressen zu werden, die als Endwirte für den Parasiten dienen. Somit erhöht die Manipulation des Verhaltens des Zwischenwirts die Wahrscheinlichkeit, dass der Parasit in seinen Endwirt gelangt und seinen Lebenszyklus erfolgreich abschließen kann.
Ob eine bestimmte Verhaltensänderung einen adaptiven Vorteil für den Parasiten, den Wirt oder beide hat, hängt von mehreren Faktoren ab, einschließlich des gesamten „Wirt-Parasit-Systems“. Dazu gehören der Lebenszyklus des Parasiten, seine Virulenz und die Immunantwort des Wirts.
Im Gegensatz dazu könnten auch die entwickelten Verhaltensweisen des Wirts das Ergebnis von Anpassungen an den Parasitismus sein könnten, um die negativen Auswirkungen einer Infektion zu minimieren oder zu verhindern.